# Stary Radziejów (wieś)
Stary Radziejów – wieś w Polsce, położona w województwie kujawsko-pomorskim, w powiecie radziejowskim, w gminie Radziejów.

## Podział administracyjny
Wieś królewska, położona w II połowie XVI wieku w powiecie radziejowskim województwa brzeskokujawskiego, należała do starostwa radziejowskiego. W latach 1975–1998 miejscowość administracyjnie należała do województwa włocławskiego. Wieś sołecka – zobacz jednostki pomocnicze gminy Radziejów w BIP.
W latach 1973–76 w gminie Nowy Dwór.

## Demografia
Według Narodowego Spisu Powszechnego (III 2011 r.) liczyła 227 mieszkańców. Jest siódmą co do wielkości miejscowością gminy Radziejów.